# 圣马丁达罗萨
圣马丹达罗萨（法語：Saint-Martin-d'Arrossa，法語發音：[sɛ̃ maʁtɛ̃ daʁɔsa]）是法国大西洋比利牛斯省的一个市镇，属于巴约讷区。

## 地理
圣马丹达罗萨（43°14'17"N, 1°18'48"W）面积18.43 平方千米，位于法国新阿基坦大区大西洋比利牛斯省，该省份为法国东南部省份，涵盖了贝阿恩与北巴斯克，西临大西洋比斯開灣，北至朗德省，东北接热尔省，东临上比利牛斯省，南与西班牙接壤。
与圣马丹达罗萨接壤的市镇（或旧市镇、城区）包括：阿斯卡拉特、比达赖、伊鲁莱吉、奥塞斯、圣艾蒂安-德巴伊戈里。
圣马丹达罗萨的时区为UTC+01:00、UTC+02:00（夏令时）。

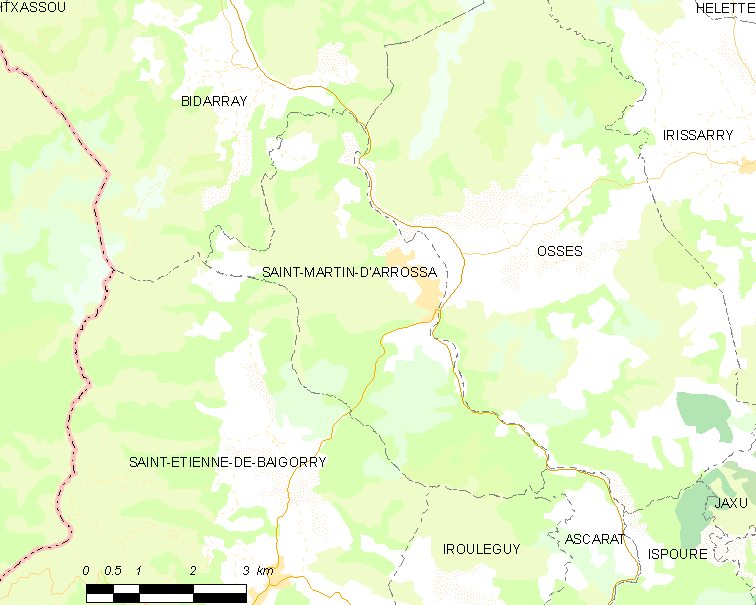
圣马丹达罗萨的OSM定位图

## 行政
圣马丹达罗萨的邮政编码为64780，INSEE市镇编码为64490。

## 政治
圣马丹达罗萨所属的省级选区为巴斯克山地县。

## 人口

1962-2008年间圣马丹达罗萨人口变化图示

圣马丹达罗萨于2022年1月1日时的人口数量为544人。